# Speedway Ekstraliga (2012)
Ekstraliga żużlowa 2012 – trzynasty, od czasu uruchomienia Ekstraligi i 65. w historii, sezon rozgrywek najwyższego szczebla o drużynowe mistrzostwo Polski na żużlu. Po raz pierwszy od momentu utworzenia ekstraligi żużlowej jeździło 10 drużyn. Tytułu mistrza Polski z sezonu 2011 broniła drużyna Stelmetu Falubaz Zielona Góra. Do Ekstraligi powróciły Polonia Bydgoszcz oraz Lotos Wybrzeże Gdańsk.
Sponsorem tytularnym cyklu była spółka Enea.

## Zespoły
Kluby Ekstraligi żużlowej 2012
| Klub                             | Poprzedni sezon |
| -------------------------------- | --------------- |
| Stelmet Falubaz Zielona Góra     | 1. miejsce      |
| Unia Leszno                      | 2. miejsce      |
| Stal Gorzów Wlkp.                | 3. miejsce      |
| Unibax Toruń                     | 4. miejsce      |
| PGE Marma Rzeszów                | 5. miejsce      |
| Betard Sparta Wrocław            | 6. miejsce      |
| Azoty Tauron Tarnów              | 7. miejsce      |
| Dospel CKM Włókniarz Częstochowa | 8. miejsce      |
| Polonia Bydgoszcz                | Beniaminek      |
| Lotos Wybrzeże Gdańsk            | Beniaminek      |

## Terminarz / Wyniki
| → GOŚCIE → ↓ GOSPODARZE ↓        | Wrocław | Rzeszów | Zielona Góra | Leszno | Częstochowa | Toruń | Gorzów Wlkp. | Tarnów | Gdańsk | Bydgoszcz |
| Betard Sparta Wrocław            | ×       | 50:39   | 47:42        | 45:45  | 48:42       | 44:46 | 43:47        | 43:47  | 52:38  | 46:44     |
| PGE Marma Rzeszów                | 53:37   | ×       | 48:42        | 45:45  | 50:39       | 48:42 | 40:50        | 42:48  | 45:45  | 55:35     |
| Stelmet Falubaz Zielona Góra     | 58:32   | 50:39   | ×            | 51:39  | 57:33       | 47:43 | 45:45        | 45:45  | 54:36  | 54:36     |
| Unia Leszno                      | 52:38   | 53:37   | 39:51        | ×      | 49:41       | 45:45 | 51:39        | 48:42  | 50:40  | 51:39     |
| Dospel CKM Włókniarz Częstochowa | 52:26   | 43:47   | 45:45        | 50:39  | ×           | 38:52 | 32:58        | 40:50  | 61:29  | 50:40     |
| Unibax Toruń                     | 54:35   | 58:32   | 39:51        | 57:33  | 60:30       | ×     | 50:40        | 43:47  | 63:27  | 51:39     |
| Stal Gorzów Wlkp.                | 57:33   | 53:37   | 44:21        | 44:46  | 61:28       | 57:33 | ×            | 49:41  | 59:31  | 52:37     |
| Azoty Tauron Tarnów              | 61:29   | 55:34   | 61:28        | 56:34  | 50:40       | 50:40 | 46:44        | ×      | 63:27  | 57:33     |
| Lotos Wybrzeże Gdańsk            | 47:42   | 51:39   | 43:46        | 39:51  | 54:36       | 43:46 | 41:49        | 49:41  | ×      | 43:47     |
| Polonia Bydgoszcz                | 52:38   | 53:37   | 52:38        | 50:40  | 45:45       | 49:41 | 47:43        | 43:46  | 59:30  | ×         |

### Tabela po rundzie zasadniczej
| Poz. | Drużyna                      | M  | Z  | R | P  | B | Pkt | +/-  | Kwalifikacja lub spadek |
| ---- | ---------------------------- | -- | -- | - | -- | - | --- | ---- | ----------------------- |
| 1    | Azoty Tauron Tarnów          | 18 | 14 | 1 | 3  | 8 | 37  | +195 | Awans do Play off       |
| 2    | Stal Gorzów Wielkopolski     | 18 | 12 | 1 | 5  | 8 | 33  | +189 | Awans do Play off       |
| 3    | Stelmet Falubaz Zielona Góra | 18 | 10 | 3 | 5  | 7 | 30  | +59  | Awans do Play off       |
| 4    | Unibax Toruń                 | 18 | 10 | 1 | 7  | 6 | 27  | +108 | Awans do Play off       |
| 5    | Unia Leszno                  | 18 | 9  | 3 | 6  | 5 | 26  | +1   |                         |
| 6    | Polonia Bydgoszcz            | 18 | 8  | 1 | 9  | 2 | 19  | −17  |                         |
| 7    | PGE Marma Rzeszów            | 18 | 6  | 2 | 10 | 3 | 17  | −82  |                         |
| 8    | Dospel Włókniarz Częstochowa | 18 | 4  | 2 | 12 | 4 | 14  | −115 |                         |
| 9    | Betard Sparta Wrocław        | 18 | 5  | 1 | 12 | 1 | 12  | −148 | Mecz o 9. miejsce       |
| 10   | Lotos Wybrzeże Gdańsk        | 18 | 4  | 1 | 13 | 1 | 10  | −190 | Mecz o 9. miejsce       |

## Play-off

### Półfinały
| Półfinał Miejsca 1-4 |        | Azoty Tauron Tarnów 1. miejsce po rundzie zasadniczej | 93:87  | Unibax Toruń 4. miejsce po rundzie zasadniczej                 |
| -------------------- | ------ | ----------------------------------------------------- | ------ | -------------------------------------------------------------- |
| Półfinał Miejsca 1-4 | 9 wrz  | Azoty Tauron Tarnów                                   | 48:42  | Unibax Toruń                                                   |
| Półfinał Miejsca 1-4 | 23 wrz | Unibax Toruń                                          | 45:45  | Azoty Tauron Tarnów                                            |
| Półfinał Miejsca 1-4 |        | Stal Gorzów Wlkp. 2. miejsce po rundzie zasadniczej   | 101:79 | Stelmet Falubaz Zielona Góra 3. miejsce po rundzie zasadniczej |
| Półfinał Miejsca 1-4 | 9 wrz  | Stelmet Falubaz Zielona Góra                          | 45:45  | Stal Gorzów Wlkp.                                              |
| Półfinał Miejsca 1-4 | 16 wrz | Stal Gorzów Wlkp.                                     | 56:34  | Stelmet Falubaz Zielona Góra                                   |

### O 3 miejsce
| Miejsca 3-4 |        | Stelmet Falubaz Zielona Góra 3. miejsce po rundzie zasadniczej | 89:91 | Unibax Toruń 4. miejsce po rundzie zasadniczej |
| ----------- | ------ | -------------------------------------------------------------- | ----- | ---------------------------------------------- |
| Miejsca 3-4 | 14 paź | Unibax Toruń                                                   | 50:40 | Stelmet Falubaz Zielona Góra                   |
| Miejsca 3-4 | 21 paź | Stelmet Falubaz Zielona Góra                                   | 49:41 | Unibax Toruń                                   |

### Finał
| Miejsca 1-2 |        | Azoty Tauron Tarnów 1. miejsce po rundzie zasadniczej | 93:86 | Stal Gorzów Wlkp. 2. miejsce po rundzie zasadniczej |
| ----------- | ------ | ----------------------------------------------------- | ----- | --------------------------------------------------- |
| Miejsca 1-2 | 9 paź  | Stal Gorzów Wlkp.                                     | 47:42 | Azoty Tauron Tarnów                                 |
| Miejsca 1-2 | 14 paź | Azoty Tauron Tarnów                                   | 51:39 | Stal Gorzów Wlkp.                                   |

## Play-out

### O 9 miejsce
| Miejsca 9-10 |        | Betard Sparta Wrocław 9. miejsce po rundzie zasadniczej | 91:88 | Lotos Wybrzeże Gdańsk 10. miejsce po rundzie zasadniczej |
| ------------ | ------ | ------------------------------------------------------- | ----- | -------------------------------------------------------- |
| Miejsca 9-10 | 9 wrz  | Betard Sparta Wrocław                                   | 52:38 | Lotos Wybrzeże Gdańsk                                    |
| Miejsca 9-10 | 16 wrz | Lotos Wybrzeże Gdańsk                                   | 50:39 | Betard Sparta Wrocław                                    |

### Baraż o Ekstraligę
| Baraż o Ekstraligę |        | Betard Sparta Wrocław zwycięzca play-out | 99:81 | GTŻ Grudziądz 2. miejsce w I lidze |
| ------------------ | ------ | ---------------------------------------- | ----- | ---------------------------------- |
| Baraż o Ekstraligę | 23 wrz | GTŻ Grudziądz                            | 51:39 | Betard Sparta Wrocław              |
| Baraż o Ekstraligę | 7 paź  | Betard Sparta Wrocław                    | 60:30 | GTŻ Grudziądz                      |